# Angels
Angels a fost o formație de muzică pop din România, formată din Raluca Ciocârlan și Monica Ene. Acestea au format un grup datorită lui Costi Ioniță. El a ascultat-o pe Raluca cântând o piesă din repertoriul lui Celine Dion și a rămas impresionat de calitățile ei vocale.
Ulterior, a cunoscut-o și pe Selena Vasilache, care renunță la Angels și intră în proiectul Candy. Apoi și pe Monica Elena, care își dorea foarte mult să cânte într-o trupă. Costi a fost convins că cele două vor alcătui o pereche de senzație și astfel s-a născut Angels. Din păcate trupa Angels s-a destrămat. Raluca și Monica au ales drumuri diferite, dar despărțirea a avut loc în termeni buni, fetele rămânând în continuare prietene.

## Discografie

#### Albume
- Sunt O Floare (2000)
- Așa-s Băieții (2000)
- Sufletul Meu (2001)